# Malo (île)
Pour les articles homonymes, voir Malo.
Malo (anciennement connue sous le nom de Saint-Bartholomé) est une île du Vanuatu, en mer de Corail. Elle est située à 5 km de la côte méridionale d'Espiritu Santo, la plus grande île de cet archipel océanien, dans la province de Sanma.  Elle a un périmètre de 55 km pour une superficie de 180 km2 et une population d'environ 4300 habitants.

## Géographie
Comme la plupart des îles du Vanuatu, Malo a une origine volcanique. Le plus haut point de l’île est le pic Malo qui s’élève à 326 mètres au-dessus du niveau de la mer. Ces reliefs sont entourés une plateforme corallienne qui a été éxondée.

## Démographie
En 2009, sa population était de 4 279 habitants. Les habitants de Malo parlent une langue austronésienne, le malo.
Les productions de l’île sont issues des plantations de copras et de cacaoyers.